# 新米科拉伊夫卡 (克特里薩尼夫卡市鎮)
47°50′40″N 32°12′22″E / 47.84444°N 32.20611°E
新米科拉伊夫卡（烏克蘭語：Новомиколаївка），是烏克蘭中部基洛夫格勒州克羅皮夫尼茨基區克特里薩尼夫卡市鎮的村莊，面積0.82平方公里，海拔高度88米，2001年人口300，人口密度每平方公里364.5人。